# Kjell Johansson (Schriftsteller)

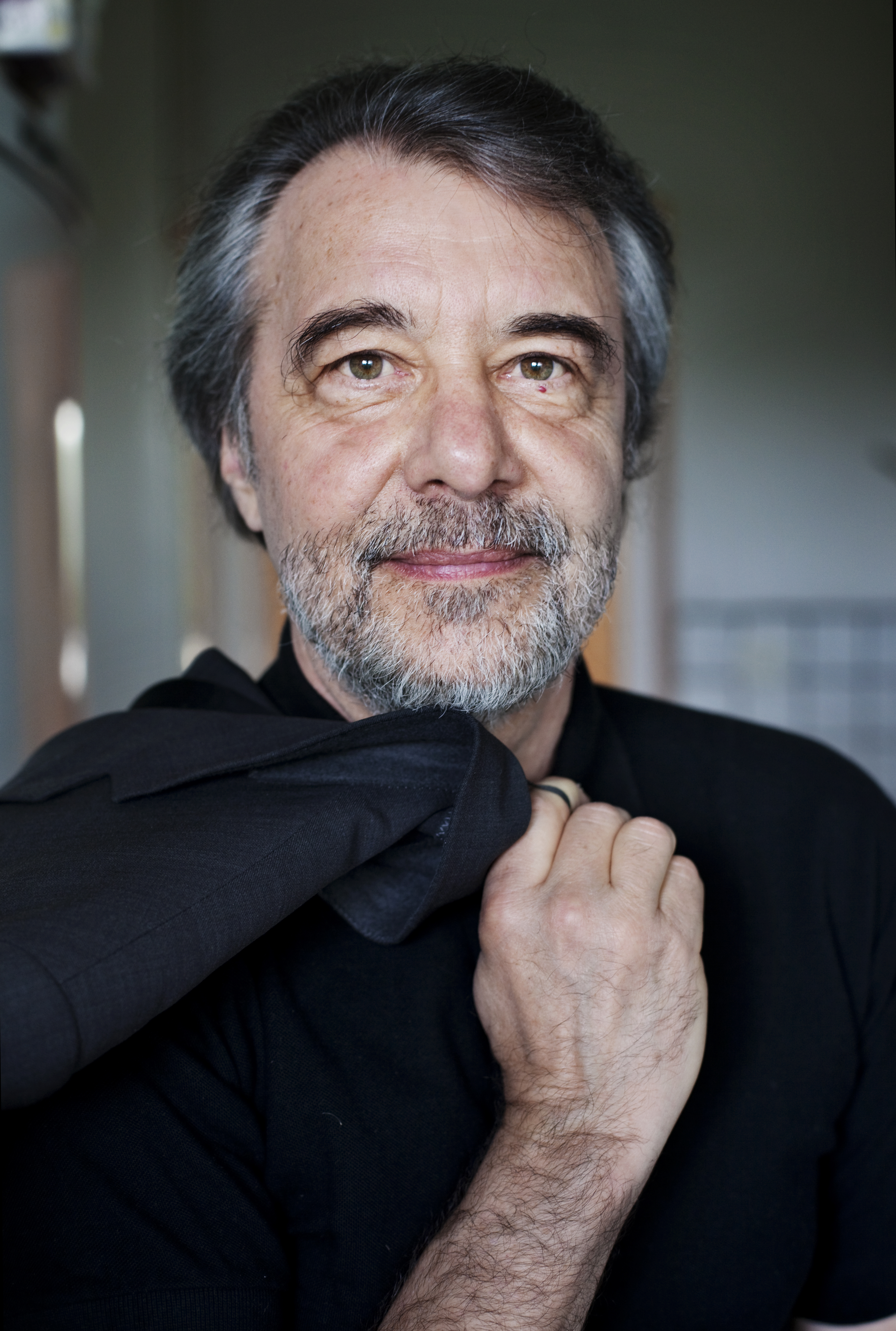
Kjell Johansson

Kjell Johansson (* 1941 in Stockholm) ist ein schwedischer Schriftsteller. 

## Leben
Nach dem Studium an der Universität Stockholm arbeitete Johansson als Schwedischlehrer für Einwanderer und hatte danach eine Anzahl von zufälligen Beschäftigungen parallel mit dem Schreiben. Seit 1980 widmet er sich ausschließlich dem Schreiben. 
Er ist für seine Bücher zur russischen Literatur (u. a. Gogols ansikte) bekannt, verbuchte aber den größten Erfolg mit der autobiografischen Serie Huset vid Flon, Sjön utan namn sowie Rummet under golvet. 
Er wurde in den 1980er und 1990er Jahren mit hohen schwedischen Literaturpreisen ausgezeichnet. Johansson lebt auf Södermalm in Stockholm.

## Werke
- Det finns en krog på vägen till varje revolution 1972
- Lenins dröm 1974
- Vinna hela världen 1981
- Jullan vill vara med 1982 (mit Gunna Grähs)
- Jullan vill ha en docka 1983 (mit Gunna Grähs)
- En rädd människas berättelse 1984
- Jullan hittar en peng 1984 (mit Gunna Grähs)
- Natten på hundarnas ö 1986
- Ormbunksblomman 1986
- Gogols ansikte 1989 (dt. Übers. Gogols Welt)
- Boken om Jullan 1992
- Sju huvudens historia 1992
- Följa John 1994
- Huset vid Flon 1997 (dt. Übers. Der Geschichtenmacher)
- En rövarhistoria 2000 (dt. Übers. Eine Räuberpistole)
- Sjön utan namn 2003 (dt. Übers. Die Traumseglerin)
- Rummet under golvet 2006